# Victoria Wicky
Victoria Wicky (1 de enero de 1982) es una deportista francesa que compitió en snowboard. Ganó una medalla de bronce en el Campeonato Mundial de Snowboard de 2003, en la prueba de campo a través.

## Medallero internacional
| Campeonato Mundial | Campeonato Mundial    | Campeonato Mundial | Campeonato Mundial |
| Año                | Lugar                 | Medalla            | Competición        |
| ------------------ | --------------------- | ------------------ | ------------------ |
| 2003               | Kreischberg (Austria) | Medalla de bronce  | Campo a través     |